# Luna 19
Luna 19 (ryska: Луна-19) var en sovjetisk rymdsond i Lunaprogrammet. Rymdsonden sköts upp den 28 september 1971, med en Proton-K/D raket. Farkosten gick in i omloppsbana runt månen den 3 oktober 1971. I oktober 1972 bröt man kontakten med rymdsonden.
Även att farkosten inte var en landare så var den baserad på Lunochod och dess landare.

### Fotnoter
1. ↑  ”NASA Space Science Data Coordinated Archive” (på engelska). NASA. https://nssdc.gsfc.nasa.gov/nmc/spacecraft/display.action?id=1971-082A. Läst 25 mars 2020.